# Europæisk hare
Den europæiske hare (Lepus europaeus), eller blot kaldt haren, er en hareart, der findes i Europa samt som indført art i både Australien, Syd- og Nordamerika. Den lever i mange forskellige slags terræn, men især i det dyrkede landbrugsland. Haren er en typisk planteæder og er mest aktiv om natten. Herhjemme er den udbredt over hele landet, men er blevet sjældnere i de seneste årtier. Den er et vigtigt jagtvildt.
Harens unger kaldes harekillinger. Især i jagtsprog kaldes hunnen for en sætter og hannen for en ramler.

## Udseende
Pelsen er meget tæt og langhåret. Den er på ryggen gråmeleret og mørkt gulbrun; på siderne, halsen og benene rustbrun, mens undersiden er hvid.
Ørerne er længere end hovedet – de rager ud over snudespidsen, når de bøjes fremover. I ørespidserne findes en sort plet. Ørernes bagside er delvis hvid. Halen, også kaldet blommen, er 7-11 centimeter lang, sort på oversiden og hvid på undersiden. Sommer- og vinterpelsen minder om hinanden.
Overlæben er tyk og meget bevægelig. Den er spaltet i et såkaldt hareskår. Øjnene er store, og haren har et stort synsfelt. Bagbenene er væsentlig længere end forbenene. Bagfoden er stærkt forlænget. Der findes ingen trædepuder, men i stedet et tykt, groft hårlag. Forfoden har fem tæer, mens bagfoden har fire tæer. Alle tæer har lange, smalle kløer.
Voksne individer vejer omkring 4 kilo og måler 48-67 centimeter. Hunharen vejer gennemsnitlig lidt mindre end hannen. Det er ikke muligt på afstand at se forskel på kønnene.

### Forveksling
Haren kan forveksles med kanin, der har kortere, ofte ensfarvede ører, og som er mindre og mere rund i formen end hare. Kaninens farve er ofte brun med lys hale, og dens bag- og forben er næsten lige lange. Da kaniner i Danmark stammer fra udsætninger, kan der være mange farvevarianter.

## Udbredelse
Haren er udbredt i store dele af Europa. Mod syd erstattes den på den Iberiske Halvø og Sardinien af kapharen (Lepus capensis) og mod nord i Skandinavien af sneharen. Mod øst findes den i Centralasien. Den er desuden indført som jagtvildt mange steder i verden. Det gælder for eksempel dele af Storbritannien, Sverige, Canada, USA, Sydamerika og Australien.

### Tilbagegang
Siden 1960'erne er antallet af harer gået meget tilbage både i Danmark og resten af Europa. Årsagen menes at være landbrugets intensivering. Moderne landbrug med monokulturelle afgrøder og kun få afgræssede marker passer haren dårligt. I Danmark regnes bestanden af harer nu for at være stabil.

## Levevis
Haren er mest aktiv om natten eller i skumringen. Den sidder om dagen stille i sit "sæde", der er en skålformet fordybning, som haren har skrabet i jorden, og som passer til bagkroppen. Her sidder haren hele dagen og med forbenene fremme, så den hurtigt kan flygte. Haren kan under flugten komme op på 80 km/t. Ved haresædet skal der helst være lidt dækning, men ikke for høj vegetation, da det besværliggør hurtigløb.
Haren er især talrig i afvekslende landskaber med nye og friske skud af græs og urter året rundt. I Danmark er den særlig almindelig i det dyrkede land, men findes også i småskove, moser, klitter og enge.

### Føde
I skumringen bevæger haren sig ud fra sit sæde for at søge føde. I sommerhalvåret kan dette også strække sig til de lyse timer, fordi natten her er så kort. Alt efter årstiden æder haren friske skud af blandt andet græs, kløver, røllike og mælkebøtte. Om sommeren kan den både æde modent og umodent korn. Om vinteren kan den æde af vintersæden.
Haren kan forårsage skade ved at afgnave barken på frugttræer og ved at æde af roeplanter.

### Spor
Når haren bevæger sig i sine hop eller spring, sættes karakteristiske aftryk. Der fremkommer et regelmæssigt spor, hvor hver pote sætter sit eget aftryk. Forpoterne sættes først i jorden, derefter bagpoterne, der dog placeres foran forpoterne. Bagpoterne sættes i jorden næsten ved siden af hinanden, mens forpoterne næsten er på linje i forhold til bevægelsesretningen.

### Forplantning
Parringstiden indledes i Danmark som regel i februar, hvor grupper af harer samler sig på marker. Her kan man ofte se harer forfølge hinanden eller stå på bagbenene med front mod hinanden, mens de slår ud efter hinanden med forpoterne. Tidligere mente man, at det var hannerne, som kæmpede om hunnerne, men det drejer sig snarere om hunner, der kæmper mod hanner, fordi de ikke er parringsparate. Hunnen føder normalt 3-4 kuld om året. Den er drægtig i cirka 43 dage og får som oftest 2-5 killinger pr. kuld. Killingerne passer sig selv bortset fra diegivning én gang i døgnet. Yngletiden varer til omkring august. Harer er polygame (hannerne parrer sig med flere hunner).
Ungerne fødes meget udviklede med pels og øjne. Yngelplejen er sparsom, kun 1-2 gange i døgnet omkring solnedgang eller solopgang, vender moren tilbage til ungerne, så de kan die. Ungerne lever meget skjult, og spreder sig omkring fødestedet. Efter 3-4 uger kan ungerne klare sig selv.

### Dobbeltdrægtighed
Den europæiske hare kan være dobbeltdrægtig, hvilket vil sige, at hunnen kan parre sig og blive drægtig, inden den foregående drægtighedsperiode er afsluttet. I et forsøg blev hunharen befrugtet på 37. drægtighedsdag ud af de cirka 43 dage, en hare er drægtig. Embryonerne udvikler sig i æggelederen, indtil livmoderen bliver ledig. Sædcellerne har med andre ord passeret de næsten fødeklare harekillinger i livmoderen på vej hen til ægget.

### Fjender
Trods harens gode camouflage, er den et udpræget byttedyr, ikke mindst pga. dens forsvindende habitater i Danmark. Det gør den lettere at opsøge for ræven, som må betragtes som dens primære prædator. Haren jages også af mårer, katte, musvåger og kragefugle. En voksen hare er dog meget hurtig og er kendt for at sinke sin forfølger ved sit afhop i løbebanen: Haren løber tilbage i sit spor og springer til siden. Dette fænomen kan tydeligt ses på spor om vinteren.

### Jagt
Haren er et yndet jagtvildt, og der nedlægges årligt cirka 55.000 dyr i Danmark (2013/2014). Der er generel jagttid på hare fra 1. oktober til 15.december. På øerne Bornholm, Sejerø, Fejø, Femø, Strynø, Als og Endelave gælder andre jagttider.
Jagten er muligvis ikke bæredygtig i dele af Jylland.

### Jagtsprog
Haren hedder på jagtsprog "skrædder" eller "Morten", ørerne "løflerne", øjnene "lysene", skulderen "bladet", benene "løbene", halen "blommen" og hårene "ulden". Hannen kaldes "ramler" og hunnen "sætter". Når en hare opfatter fare, lægger den sig tæt på jorden, for at undgå at blive opdaget. Man siger da, at haren "trykker".

## Billeder
- Løbende hare.
- Hare-ekskrementer.
- Hare med to killinger.